# România la Jocurile Olimpice de vară din 1988

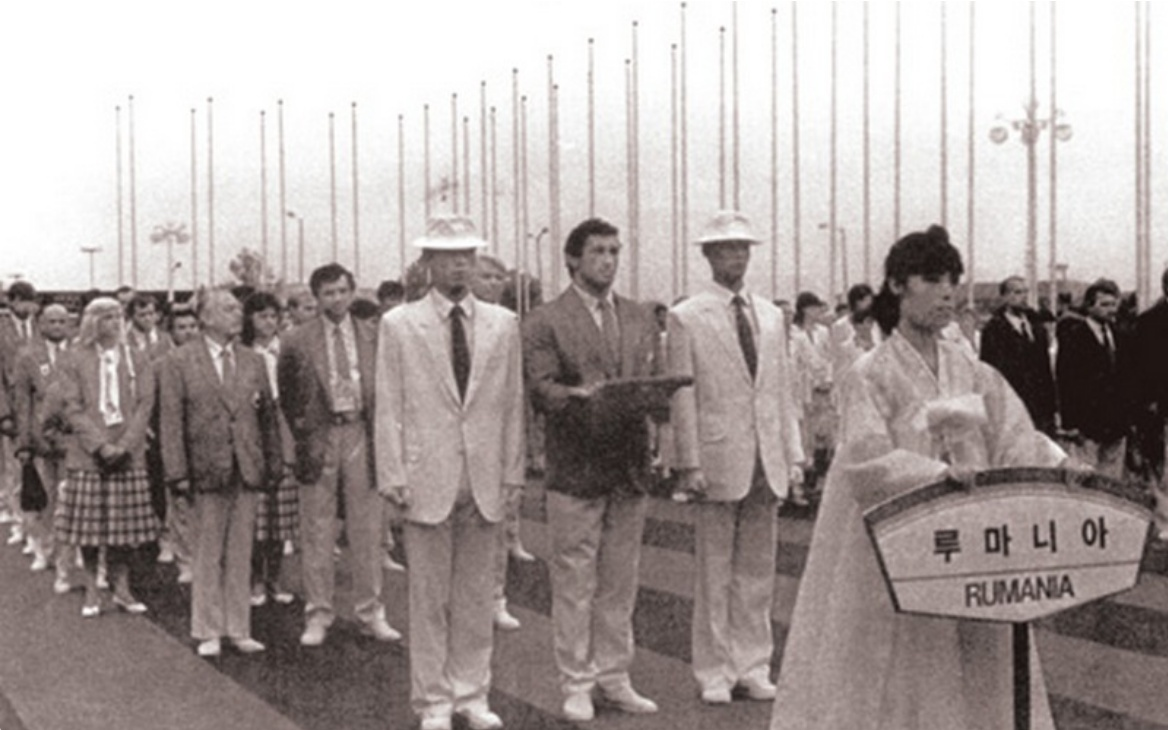
Ceremonia de deschidere

România a participat la Jocurile Olimpice de vară din 1988 care au avut loc la Seul, Coreea de Sud, în perioada 17 septembrie - 2 octombrie 1988. Luptătorul Vasile Andrei a fost portdrapelul României la ceremonia de deschidere.

## Medalii

### Aur
- Paula Ivan — atletism, 1.500 metri
- Daniela Silivaș — gimnastică, paralele
- Daniela Silivaș — gimnastică, bârnă
- Daniela Silivaș — gimnastică, sol
- Rodica Arba și Olga Homeghi — canotaj, 2 rame fără cârmaci
- Sorin Babii — tir, pistol liber
- Vasile Pușcașu — Lupte

### Argint
- Paula Ivan — atletism, 3.000 metri
- Daniel Dumitrescu — box
- Daniela Silivaș — gimnastică, individual compus
- Gabriela Potorac — gimnastică, sărituri
- Aurelia Dobre, Eugenia Golea, Celestina Popa, Gabriela Potorac, Daniela Silivaș și Camelia Voinea — gimnastică, echipe
- Dănuț Dobre și Dragoș Neagu — canotaj, 2 rame fără cârmaci
- Dimitrie Popescu, Valentin Robu, Ioan Șnep, Vasile Tomoiagă și Ladislau Lovrenschi/Marin Gheorghe — canotaj, 4+1 rame
- Elisabeta Lipă și Veronica Cochelea — canotaj, dublu vâsle
- Doina Bălan, Mărioara Trașcă, Veronica Necula, Herta Anitaș, Adriana Bazon, Mihaela Armășescu, Rodica Arba, Olga Homeghi-Bularda, și Ecaterina Oancia (Viorica Ilica, Livia Tieanu) — canotaj, 8+1
- Noemi Lung — natație, 400m mixt
- Nicu Vlad — haltere (100 kg)

### Bronz
- Marius Gherman — gimnastică, bară
- Daniela Silivaș — gimnastică, sărituri
- Gabriela Potorac — gimnastică, bârnă
- Veronica Cochelea, Anișoara Bălan, Anișoara Minea, Elisabeta Lipă și Doina Ciucanu — canotaj, patru vâsle
- Marioara Trașcă, Veronica Necula, Herta Anitas, Doina Bălan și Ecaterina Oancia — canotaj, 4+1
- Noemi Lung — natație, 200m mixt

## Atletism

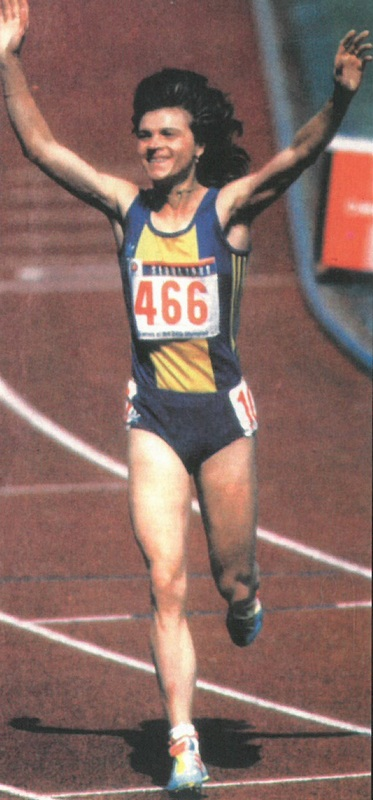
Paula Ivan

Probe pe șosea și pistă
| Atletă         | Probă  | Serie         | Serie | Finală       | Finală       |
| Atletă         | Probă  | Timp          | Loc   | Timp         | Loc          |
| -------------- | ------ | ------------- | ----- | ------------ | ------------ |
| Doina Melinte  | 1500 m | 4:06,87       | 1     | 4:02,89      | 9            |
| Paula Ivan     | 1500 m | 4:03,33       | 1     | 3:53,96      | 1            |
| Paula Ivan     | 3000 m | 8:43,10       | 1     | 8:27,15      | 2            |
| Maricica Puică | 3000 m | nu a terminat | –     | nu a avansat | nu a avansat |

Probe pe teren
| Atlet          | Probă    | Calificare | Calificare | Finală       | Finală       |
| Atlet          | Probă    | Distanță   | Loc        | Distanță     | Loc          |
| -------------- | -------- | ---------- | ---------- | ------------ | ------------ |
| Sorin Matei    | înălțime | 2,19       | =20        | nu a avansat | nu a avansat |
| Galina Astafei | înălțime | 1,92       | =4         | 1,93         | =5           |

## Box
| Sportiv           | Probă        | Primul meci              | Al 2-lea meci      | Al 3-lea meci       | Sferturi          | Semifinale            | Finală             | Finală |
| Sportiv           | Probă        | Adversar Rezultat        | Adversar Rezultat  | Adversar Rezultat   | Adversar Rezultat | Adversar Rezultat     | Adversar Rezultat  | Loc    |
| ----------------- | ------------ | ------------------------ | ------------------ | ------------------- | ----------------- | --------------------- | ------------------ | ------ |
| Daniel Dumitrescu | pană         | Konyegwachie (NGR) C 5–0 | Yamada (JPN) C 5–0 | Pongsri (THA) C 3–2 | Tuur (NED) C 5–0  | Jae-Hyeok (KOR) C 5–0 | Parisi (ITA) P AOL | 2      |
| Francisc Vaștag   | semimijlocie | PAS                      | Hamidou (TOG) P DS | Nu a avansat        | Nu a avansat      | Nu a avansat          | Nu a avansat       | =17    |

## Caiac canoe
| Sportiv                         | Probă      | Serie   | Serie | Recalificări | Recalificări | Semifinale | Semifinale | Finală  | Finală |
| Sportiv                         | Probă      | Timp    | Loc   | Timp         | Loc          | Timp       | Loc        | Timp    | Loc    |
| ------------------------------- | ---------- | ------- | ----- | ------------ | ------------ | ---------- | ---------- | ------- | ------ |
| Aurel Macarencu                 | C-1 500 m  | 1:54,95 | 2     | N/A          | N/A          | 1:57,81    | 2          | 2:00,98 | 6      |
| Aurel Macarencu                 | C-1 1000 m | 4:09,71 | 3     | N/A          | N/A          | 4:07,69    | 1          | 4:21,72 | 5      |
| Grigore Obreja Gheorghe Andriev | C-2 500 m  | 1:44,91 | 4     | 1:50,44      | 2            | 1:46,25    | 2          | 1:45,84 | 7      |
| Grigore Obreja Gheorghe Andriev | C-2 1000 m | 3:48,41 | 1     | N/A          | N/A          | 3:53,76    | 3          | 3:56,56 | 6      |
| Daniel Stoian Angelin Velea     | K-2 500 m  | 1:34,09 | 2     | N/A          | N/A          | 1:35,04    | 2          | 1:35,96 | 5      |
| Daniel Stoian Angelin Velea     | K-2 1000 m | 3:28,42 | 5     | 3:31,51      | 1            | 3:25,91    | 1          | 3:35,75 | 6      |

## Canotaj
Masculin
| Sportivi                                                                                               | Probă                 | Serie   | Serie | Recalificări | Recalificări | Semifinale | Semifinale | Finală B | Finală B | Finală A | Finală A | Loc |
| Sportivi                                                                                               | Probă                 | Timp    | Loc   | Timp         | Loc          | Timp       | Loc        | Timp     | Loc      | Timp     | Loc      | Loc |
| --- | --------------------- | ------- | ----- | ------------ | ------------ | ---------- | ---------- | -------- | -------- | -------- | -------- | --- |
| Dragoș Neagu Dănuț Dobre                                                                               | Dublu rame            | 6:31,95 | 1     | N/A          | N/A          | 6:46,70    | 1          | N/A      | N/A      | 6:38,06  | 2        | 2   |
| Dimitrie Popescu Vasile Tomoiagă Ladislau Lovrenschi (cârmaci)                                         | Dublu rame cu cârmaci | 7:04,48 | 3     | N/A          | N/A          | 7:00,36    | 3          | N/A      | N/A      | 7:02,60  | 4        | 4   |
| Dimitrie Popescu Ioan Șnep Valentin Robu Vasile Tomoiagă Ladislau Lovrenschi/Marin Gheorghe* (cârmaci) | Patru rame cu cârmaci | 6:10,26 | 1     | N/A          | N/A          | 6:09,86    | 2          | N/A      | N/A      | 6:13,58  | 2        | 2   |

* Marin Gheorghe a participat doar în serie și în semifinală, dar a primit o medalie.
Feminin
| Sportive | Probă                    | Serie   | Serie | Recalificări | Recalificări | Semifinale | Semifinale | Finală B | Finală B | Finală A | Finală A | Loc |
| Sportive | Probă                    | Timp    | Loc   | Timp         | Loc          | Timp       | Loc        | Timp     | Loc      | Timp     | Loc      | Loc |
| --- | ------------------------ | ------- | ----- | ------------ | ------------ | ---------- | ---------- | -------- | -------- | -------- | -------- | --- |
| Mărioara Popescu-Ciobanu | Simplu vâsle             | 7:53,75 | 2     | N/A          | N/A          | 7:39,93    | 2          | N/A      | N/A      | 7:59,44  | 5        | 5   |
| Elisabeta Lipă Veronica Cogeanu | Dublu vâsle              | 7:30,09 | 1     | N/A          | N/A          | N/A        | N/A        | N/A      | N/A      | 7:04,36  | 2        | 2   |
| Rodica Arba Olga Homeghi-Bularda | Dublu rame fără cârmaci  | 7:42,53 | 1     | N/A          | N/A          | N/A        | N/A        | N/A      | N/A      | 1:44,70  | 1        | 1   |
| Anișoara Bălan Anișoara Minea Veronica Cogeanu Elisabeta Lipă (Doina Ciucanu*) | Patru vâsle fără cârmaci | 6:26,95 | 2     | N/A          | N/A          | 6:26,14    | 1          | N/A      | N/A      | 6:23,81  | 3        | 3   |
| Mărioara Trașcă Veronica Necula Herta Anitaș Doina Bălan (Mihaela Armășescu*) (Adriana Bazon*) Ecaterina Oancia (cârmaci)                                                             | Patru rame cu cârmaci    | 7:21,43 | 1     | N/A          | N/A          | N/A        | N/A        | N/A      | N/A      | 7:01,13  | 3        | 3   |
| Doina Bălan Mărioara Trașcă Veronica Necula Herta Anitaș Adriana Bazon Mihaela Armășescu Rodica Arba Olga Homeghi-Bularda (Viorica Ilica*) (Livia Tieanu*) Ecaterina Oancia (cârmaci) | Opt rame cu cârmaci      | 6:15,65 | 1     | N/A          | N/A          | N/A        | N/A        | N/A      | N/A      | 6:17,44  | 2        | 2   |

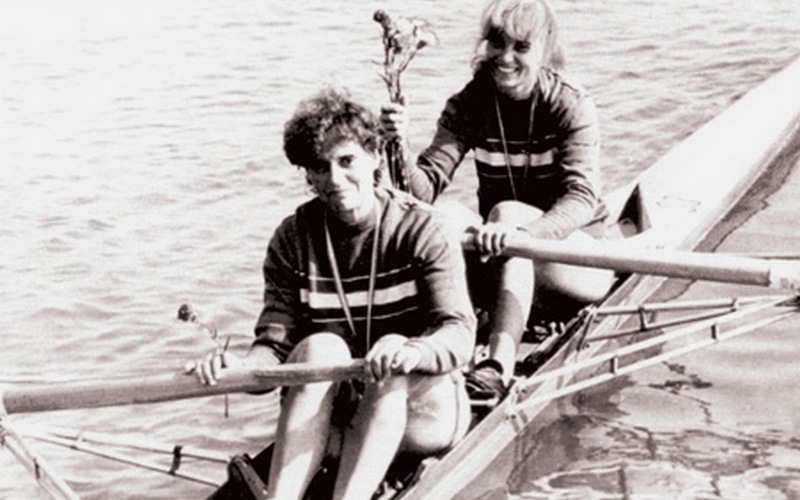
Rodica Arba și Olga Homeghi

* Sportiva nu a participat în finală, dar a primit o medalie.

## Gimnastică
Masculin
| Sportiv          | Sol    | Sol | Sărituri | Sărituri | Paralele | Paralele | Bară   | Bară | Inele  | Inele | Cal cu mânere | Cal cu mânere | Compus  | Compus |
| Sportiv          | Puncte | Loc | Puncte   | Loc      | Puncte   | Loc      | Puncte | Loc  | Puncte | Loc   | Puncte        | Loc           | Puncte  | Loc    |
| ---------------- | ------ | --- | -------- | -------- | -------- | -------- | ------ | ---- | ------ | ----- | ------------- | ------------- | ------- | ------ |
| Marius Gherman   | 19,70  | =11 | 19,50    | =15      | 19,700   | 5        | 19,800 | =    | 19,35  | =39   | 19,60         | =15           | 117,825 | 5      |
| Marius Tobă      | 19,70  | =11 | 19,30    | =33      | 19,35    | =44      | 19,45  | =24  | 19,65  | =16   | 19,30         | =36           | 116,925 | 21     |
| Nicolae Bejenaru | 19,45  | =30 | 18,85    | =73      | 19,45    | =35      | 19,10  | =52  | 19,10  | =58   | 19,35         | 25            | 115,400 | 33     |
| Adrian Sandu     | 19,30  | =45 | 19,10    | =50      | 19,50    | =29      | 19,30  | =35  | 19,00  | =65   | 18,95         | =59           | 115,15  | 48     |
| Marian Rizan     | 19,15  | =57 | 18,75    | =79      | 18,80    | =77      | 19,25  | =38  | 19,20  | =52   | 19,70         | =9            | 114,85  | =51    |
| Valentin Pîntea  | 9,75   | 89  | 19,00    | =60      | 19,25    | =59      | 18,90  | 65   | 19,50  | =26   | 19,15         | =43           | 105,55  | 87     |
| România          |        |     |          |          |          |          |        |      |        |       |               |               | 581,70  | 7      |

Feminin
| Sportivă         | Sol    | Sol | Sărituri | Sărituri | Paralele inegale | Paralele inegale | Bârnă  | Bârnă | Compus  | Compus |
| Sportivă         | Puncte | Loc | Puncte   | Loc      | Puncte           | Loc              | Puncte | Loc   | Puncte  | Loc    |
| ---------------- | ------ | --- | -------- | -------- | ---------------- | ---------------- | ------ | ----- | ------- | ------ |
| Daniela Silivaș  | 19,937 | 1   | 19,818   | 3        | 20,000           | 1                | 19,924 | 1     | 79,637  | 2      |
| Gabriela Potorac | 19,700 | =12 | 19,830   | 2        | 19,675           | =9               | 19,837 | =     | 79,037  | 4      |
| Aurelia Dobre    | 19,600 | =20 | 19,575   | =22      | 19,824           | 7                | 19,775 | =4*   | 78,812  | 6      |
| Celestina Popa   | 19,650 | 16  | 19,675   | =10      | 19,550           | =19              | 19,700 | =7*   | 78,575  | 10**   |
| Eugenia Golea    | 19,425 | =31 | 19,600   | =17      | 19,250           | =51              | 19,600 | =11   | 77,875  | =18    |
| Camelia Voinea   | 19,675 | =14 | 19,600   | =17      | 18,950           | 67               | 19,550 | =14   | 77,775  | 22     |
| România          |        |     |          |          |                  |                  |        |       | 394,125 | 2      |

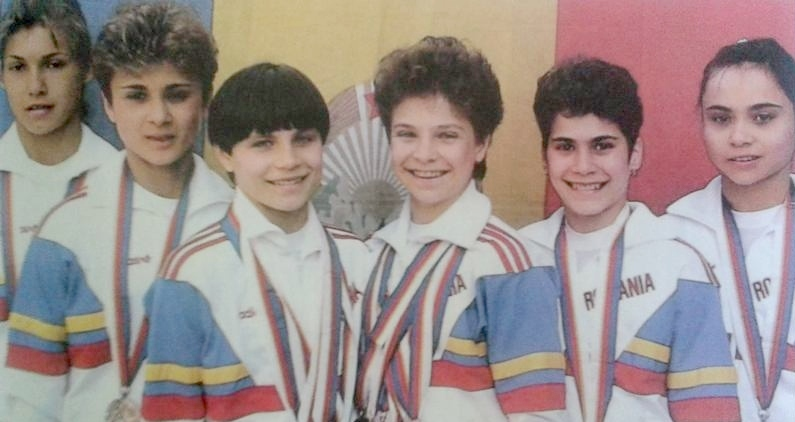
Eugenia Golea, Camelia Voinea, Gabriela Potorac, Daniela Silivaș, Celestina Popa și Aurelia Dobre

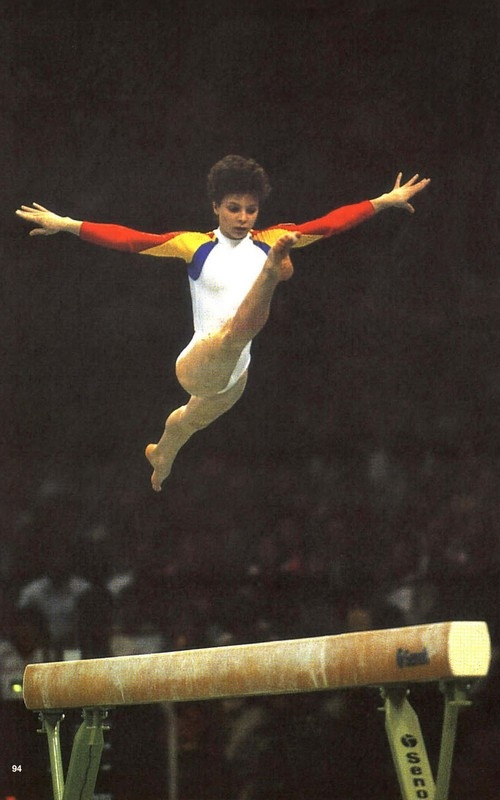
Daniela Silivaș

* S-a calificat în finală dar nu a putut să concureze acolo deoarece au fost admise doar două gimnaste dintr-o singură țară.
** S-a calificat în finală dar nu a putut să concureze acolo deoarece au fost admise doar trei gimnaste dintr-o singură țară.

## Haltere
| Sportiv            | Probă   | Smuls    | Smuls | Aruncat       | Aruncat       | Total         | Loc           |
| Sportiv            | Probă   | Rezultat | Loc   | Rezultat      | Loc           | Total         | Loc           |
| ------------------ | ------- | -------- | ----- | ------------- | ------------- | ------------- | ------------- |
| Traian Cihărean    | −52 kg  | 110,0    | 6     | 130,0         | =6            | 240,0         | 6             |
| Attila Czanka      | −60 kg  | FR       | –     | nu a terminat | nu a terminat | nu a terminat | nu a terminat |
| Andrei Socaci      | −75 kg  | 152,5    | =5    | 195,0         | =3            | 347,5         | 5             |
| Dragomir Cioroslan | −75 kg  | 147,5    | =2    | 185,0         | =3            | 332,5         | 3             |
| Nicu Vlad          | −100 kg | 185,0    | 2     | 217,5         | 5             | 402,5         | 2             |

## Lupte
Masculin greco-roman
| Sportiv        | Probă  | Faza grupelor      | Faza grupelor     | Faza grupelor      | Faza grupelor        | Faza grupelor     | Faza grupelor     | Faza grupelor | Runda finală      | Loc |
| Sportiv        | Probă  | Adversar Rezultat  | Adversar Rezultat | Adversar Rezultat  | Adversar Rezultat    | Adversar Rezultat | Adversar Rezultat | Loc           | Adversar Rezultat | Loc |
| -------------- | ------ | ------------------ | ----------------- | ------------------ | -------------------- | ----------------- | ----------------- | ------------- | ----------------- | --- |
| Petrică Cărare | ușoară | Pittner (AUT) C    | Yeats (CAN) C     | Ichillumpa (PER) C | Djulfalakean (URS) P | Repka (HUN) C     | N/A               | 2             | Sipilä (FIN) P    | 4   |
| Vasile Andrei  | grea   | Ghedehauri (URS) C | Masár (TCH) C     | Tertei (YUG) P     | PAS                  | Wroński (POL) P   | N/A               | 5             | nu a avansat      |     |

Masculin stil liber
| Sportiv            | Probă        | Faza grupelor      | Faza grupelor     | Faza grupelor     | Faza grupelor     | Faza grupelor     | Faza grupelor     | Faza grupelor | Runda finală      | Loc |
| Sportiv            | Probă        | Adversar Rezultat  | Adversar Rezultat | Adversar Rezultat | Adversar Rezultat | Adversar Rezultat | Adversar Rezultat | Loc           | Adversar Rezultat | Loc |
| ------------------ | ------------ | ------------------ | ----------------- | ----------------- | ----------------- | ----------------- | ----------------- | ------------- | ----------------- | --- |
| Claudiu Tămăduianu | semimijlocie | Gustafsson (SWE) C | Harmon (IRL) C    | Jibara (IRQ) C    | Varaev (URS) P    | Sofiadi (BUL) P   | N/A               | 5             | nu a avansat      |     |
| Vasile Pușcașu     | grea         | Obwoge (KEN) C     | Colling (FRG) C   | Karadușev (BUL) C | Robotka (HUN) C   | Scherr (BUL) C    | PAS               | 1             | Habelov (URS) C   | 1   |

## Natație

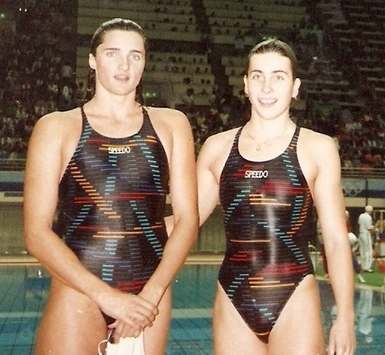
Anca Pătrășcoiu și Noemi Lung

| Sportiv           | Probă         | Serie   | Serie | Finală B     | Finală B     | Finală A     | Loc |
| Sportiv           | Probă         | Timp    | Loc   | Timp         | Loc          | Timp         | Loc |
| ----------------- | ------------- | ------- | ----- | ------------ | ------------ | ------------ | --- |
| Tamara Costache   | 50 m liber    | 26,06   | 3     | N/A          | N/A          | 25,80        | 6   |
| Tamara Costache   | 100 m liber   | 56,79   | 5     | 57,11        | 8            | N/A          | 16  |
| Luminița Dobrescu | 50 m liber    | 26,56   | 5     | nu a avansat | nu a avansat | nu a avansat | =17 |
| Luminița Dobrescu | 100 m liber   | 56,67   | 4     | 56,79        | 3            | N/A          | 11  |
| Luminița Dobrescu | 200 m liber   | 2:01,93 | 2     | 2:01,98      | 4            | N/A          | 12  |
| Stela Pura        | 200 m liber   | 2:02,26 | 5     | 2:02,30      | 5            | N/A          | 12  |
| Stela Pura        | 400 m liber   | 4:15,78 | 5     | 4:12,14      | 3            | N/A          | 11  |
| Stela Pura        | 100 m fluture | 1:03,91 | 7     | nu a avansat | nu a avansat | nu a avansat | =24 |
| Stela Pura        | 200 m fluture | 2:12,53 | 3     | N/A          | N/A          | 2:11,28      | 4   |
| Anca Pătrășcoiu   | 100 m spate   | 1:03,29 | 2     | 1:03,33      | 1            | N/A          | 9   |
| Anca Pătrășcoiu   | 200 m spate   | 2:17,25 | 2     | 2:15,75      | 1            | N/A          | 9   |
| Anca Pătrășcoiu   | 200 m mixt    | 2:17,39 | 2     | N/A          | N/A          | 2:16,70      | 6   |
| Noemi Lung        | 200 m mixt    | 2:15,55 | 1     | N/A          | N/A          | 2:14,85      | 3   |
| Noemi Lung        | 400 m mixt    | 4:41,96 | 1     | N/A          | N/A          | 4:39,46      | 2   |
| Noemi Lung        | 400 m liber   | 4:12,42 | 2     | 4:11,68      | 2            | N/A          | 10  |

## Scrimă
| Floretă feminin           |
| ------------------------- |
| Elisabeta Tufan: locul 18 |
| Reka Lazăr: locul 21      |

## Tir
| Sportiv        | Probă                        | Puncte | Loc |
| -------------- | ---------------------------- | ------ | --- |
| Corneliu Ion   | pistol viteză 25 m           | 588    | =18 |
| Sorin Babii    | pistol cu aer comprimat 10 m | 683,3  | 4   |
| Sorin Babii    | pistol liber 50 m            | 660    | 1   |
| Anișoara Matei | pistol cu aer comprimat 10 m | 378    | =12 |
| Anișoara Matei | pistol 25 m                  | 581    | =12 |

## Legături externe
Materiale media legate de România la Jocurile Olimpice de vară din 1988 la Wikimedia Commons
- Echipa olimpică a României Arhivat în 5 noiembrie 2021, la Wayback Machine. la Comitetul Olimpic si Sportiv Român
- en  Romania at the 1988 Summer Olympics la Olympedia.org